# У. Шринивас
Уппалапу Шринивас (англ. Uppalapu Srinivas, телугу ఉప్పలపు శ్రీనివాస్; 28 февраля 1969 — 19 сентября 2014) — индийский музыкант, мастер игры на мандолине. Он был первым человеком, который использовал мандолину для того, чтобы играть карнатическую музыку, за что префикс «Уппалапу» в его имени часто заменяли на «Мандолин». В 1998 году был награждён четвёртой по высоте гражданской наградой Индии Падма Шри, а 2010 — высшей индийской наградой для музыкантов Sangeet Natak Akademi Award.

## Биография
Уппалапу Шринивас родился 28 февраля 1969 года в городе Палаколлу округа Восточный Годавари штата Андхра-Прадеш. Помимо него в семье было ещё две дочери и сын Раджеш, который также впоследствии стал играть на мандолине. Его отец, У. Сатьянараяна, был кларнетистом в группе, записывающей музыку для фильмов. В возрасте шести лет Шринивас начал играть на мандолине, которая нашлась среди инструментов его отца. Мальчик изучал музыку сначала под руководством своего отца, а затем его гуру Рудрараджу Суббараджу. Поскольку Суббараджу не знал, как играть на мандолине, их уроки сводились к тому, что учитель пел, а ученик подбирал мелодию.
Первое публичное выступление У. Шриниваса состоялось в 1978 году в Гудиваде, штат Андхра-Прадеш, во время фестиваля Тьягараджа Арадхана. В 1981 году он впервые выступил в Мадрасе, столице штата Тамилнад для Индийского общества изобразительных искусств (англ. Indian Fine Arts Society), и с тех пор играл на каждом декабрьском фестивале Общества в течение более трех десятилетий. Большой успех у зрителей имело его выступление на JazzFest Berlin в 1983 году. В 14 лет он уже гастролировал со своими концертами по Канаде и Австралии.
В 1995 году Шринивас записал совместный фьюжн-альбом Dream с канадским гитаристом Майклом Бруком.
В 1999 году он вошёл в состав квинтета Remember Shakti, образованного такими музыкантами как Джон Маклафлин, Закир Хуссейн, Шанкар Махадеван и В. Селваганеш, вместе с которым гастролировал по всему миру, в том числе и России.

### Личная жизнь
19 ноября 1994 года Шринивас женился на Шри, профессионально играющей на вине. У пары родился сын Саи Кришна. В 1998 году Шринивас подал на развод, который был ему дан в 2012 году. Опеку над сыном суд поручил матери.
В последние годы жизни музыкант лечился от печёночной недостаточности в больнице Apollo. Он перенёс пересадку печени и шёл на поправку, однако подхватил лёгочную инфекцию. У. Шринивас скончался в больнице между 9 и 10 утра в пятницу 19 сентября 2014 года.